# ヨシップ・セサル
ヨシップ・セサール（Josip Sesar、1978年1月17日 - ）は、クロアチアの元プロバスケットボール選手。バスケットボール指導者。ユーゴスラビア連邦ボスニア・ヘルツェゴビナヘルツェゴビナ＝ネレトヴァ県モスタル出身。ポジションはシューティングガード。198cm、92kg。